# Pseudohostus squamosus
Pseudohostus squamosus är en spindelart som beskrevs av William Joseph Rainbow 1915. Pseudohostus squamosus ingår i släktet Pseudohostus och familjen lospindlar.
Artens utbredningsområde är Sydaustralien. Inga underarter finns listade i Catalogue of Life.